# Coswig (Anhalt)
Pour les articles homonymes, voir Coswig.
Coswig (Anhalt) est une ville de Saxe-Anhalt en Allemagne.

## Histoire
Coswig est connue pour son château de la maison d'Anhalt, mentionné pour la première fois en 1187. Il a été reconstruit à plusieurs reprises du XVIe au XVIIIe siècle. À partir de 1873, il servit de prison pour 300 détenus, pour lesquels l'aile sud fut agrandie de deux étages. Pendant le Troisième Reich, il y avait jusqu'à 900 prisonniers politiques dans des cellules et pendant la période de la RDA jusqu'en 1957, la prison de Coswig y était hébergée.

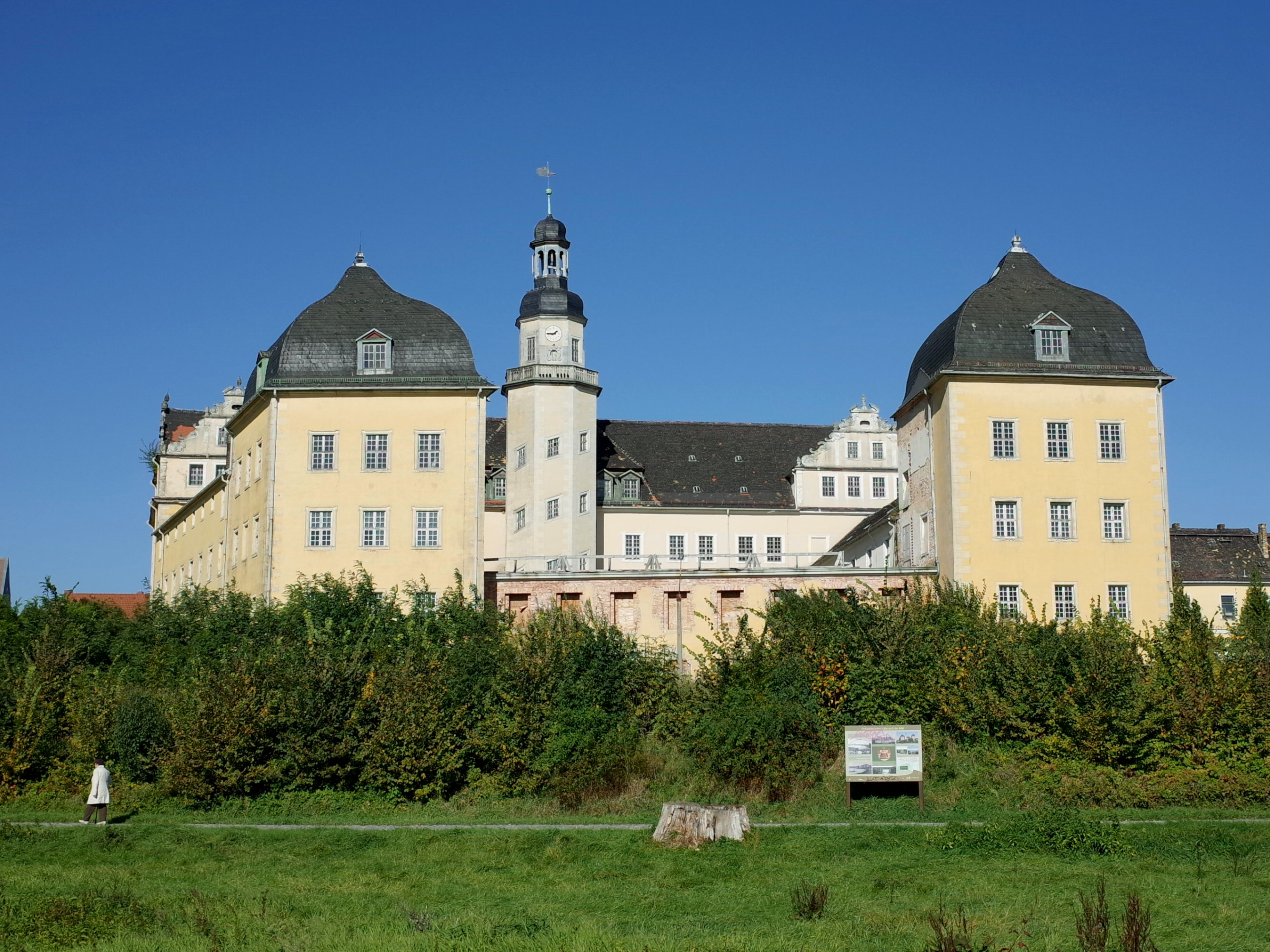
Le château de Coswig (2015)

| Appartenances historiques Principauté d'Anhalt 1212-1252 Principauté d'Anhalt-Zerbst 1252-1396 Principauté d'Anhalt-Dessau 1396-1544 Principauté d'Anhalt-Zerbst 1544-1570 Principauté d'Anhalt 1570-1603 Principauté d'Anhalt-Zerbst 1603-1793 Principauté d'Anhalt-Bernbourg 1793-1803 Duché d'Anhalt-Bernbourg 1803-1863 Duché d'Anhalt 1863–1918 République de Weimar 1918–1933 Troisième Reich 1933–1945 Allemagne occupée 1945–1949 République démocratique allemande 1949–1990 Allemagne 1990–présent |